# ناصر شریفی (سیاستمدار)
ناصر شریفی (زادهٔ ۱۳۵۶، بستک) نماینده پيشين دورهٔ‌ دهم مجلس شورای اسلامی  از حوزه انتخابیه بندرلنگه، بستک و پارسیان بود. او طی حکمی از سوی شریعت‌مداری، وزیر وقت تعاون، کار و رفاه اجتماعی به عنوان عضو هیئت‌مدیره صندوق بازنشستگی فولاد کشور منصوب شد.
صندوق بازنشستگی فولاد یکی از مهم‌ترین و تاثیرگذارترین صندوق‌های کشور محسوب می‌شود  که بیش از ۹۰ هزار بازنشسته را تحت پوشش خود قرار داده است. شرکت‌هایی مانندِ سایپا، دخانیات ایران، بانک سامان، سنگ آهن مرکزی، مرآت کیش، معادن اسفندقه، فولاد آلیاژی ایران، زغال سنگ کرمان، آلومینیوم ایران، ذوب آهن اصفهان و… زیر مجموعهٔ صندوق بازنشستگی فولاد می‌باشند. شریفی به عنوان اولین عضو هیئت مدیره اهل هرمزگان در این مجموعه فعالیت می‌کند.
شریفی در انتخابات میان‌دوره‌ای مجلس دهم که اردیبهشت ۱۳۹۶ برگزار شد، در رقابتی سنگین که هفت کاندیدای حاضر در آن بیش از ۱۲۰ هزار رای بدست آوردند، با کسب اکثریت مجموع آرا توانست به عنوان نماینده شهرستان‌های بندرلنگه، بستک، پارسیان و کیش از حوزه انتخابی غرب هرمزگان به مجلس راه یابد. 
وی دارای  مدرک کارشناسی ارشد حقوق عمومی می‌باشد.  
شریفی پیش از نمایندگی مجلس، مسئولیت‌هایی همچون دبیر اجرایی پدافند غیرعامل استانداری هرمزگان، معاون سیاسی فرمانداری شهرستان بستک، معاون اداره کل روستا و شوراهای استانداری هرمزگان، مدیر صندوق مهر امام رضا، مشاور استاندار هرمزگان، عضو هیئت‌های اجرایی و نظارت و… را برعهده داشته است.